# Tetrapylon
En tetrapylon (oldgræsk: τετράπυλος, latin: Quadrifrons) er et fire-sidet monument, der forekom hyppigt i romersk arkitektur. Dens grundform er normalt kvadratisk, men kan også som Arco dei Gavi i Verona, være rektangulære og have smallere sidepassager. De blev bygget som landemærker ved vigtige vejkryds eller på geografisk/kulturelt vigtige mødesteder, som triumfbuer eller slet og ret et kunstnerisk/æstetisk ornamenteret bygningsværk. Af kendte tetrapyla kunne eksempelvis nævnes; Galeriusbuen i Thessaloniki, Janusbuen i Rom, den i Palmyra og Afrodisias.